# Wolfgang Ender
Wolfgang Ender (* 8. Oktober 1946 in Triesenberg) ist ein ehemaliger liechtensteinischer Skirennläufer.

## Biografie
Ender wuchs in Triesen auf und begann beim Skiclub Triesen mit dem Skifahren. Mit Besuch des Gymnasiums wechselte er zum Skiclub Vaduz. Für die Olympischen Winterspiele 1964 in Innsbruck konnte Ender sich erfolgreich qualifizieren, jedoch konnte er nicht antreten, da er im Abfahrtstraining am Patscherkofel stürzte und sich dabei beide Wadenbeine brach. Seinem Teamkollegen Josef Gassner erging es ähnlich, auch er verletzte sich schwer. Im Jahr 1967 gab er zusammen mit Gassner als erste Liechtensteiner im neugegründeten Weltcup sein Debüt. Ein Jahr später konnte Ender erneut die Olympiaqualifikation meistern und so trat er bei den Olympischen Winterspielen in Grenoble im Abfahrtsrennen (37.), im Riesenslalom (32.) und im Slalom (ausgeschieden) an. 1969 wurde zum ersten Mal eine internationale Trainingsgemeinschaft mit dem österreichischen Skiverband gegründet, der auch Ender angehörte. Jedoch verletzte Ender sich im Dezember 1973, kurz vor den Skiweltmeisterschaften 1974 in St. Moritz und konnte somit an dieser nicht teilnehmen. Da sein Landsmann Willi Frommelt seinem österreichischen Trainingspartner Karl Cordin in der Abfahrt im Kampf um die Bronzemedaille unterlag, wurde die Trainingsgemeinschaft wieder aufgelöst.